# Davide Xausa
Davide Antonio Xausa (Vancouver, 10 marzo 1976) è un ex calciatore canadese di ruolo centrocampista.

## Biografia
È figlio di italiani emigrati in Canada.

## Palmarès
- Gold Cup: 1

2000